# Ricardo Winter
Ricardo Winter – surinamski trener piłkarski. 

## Kariera trenerska
Trenował klub Robinhood Paramaribo. Od 2010 do 2011 oraz w 2012 prowadził reprezentację Surinamu.